# 即墨城墙
即墨城墙，位于中国山东省青岛市即墨区，为原即墨县城墙。城墙于1950年代拆除，2013年重建。

## 历史
即墨故城位于今平度市古岘镇大朱毛村，北齐天保七年（556年），即墨古城废除并入长广县。
隋开皇十六年（596年），即墨城迁至今址。元至正十一年（1351年），知县吕俊主持扩建城墙，设城门，分别为：东为望海、南为景岱、西为临川。明万历二十八年（1600年），城墙改为砖砌，城门题额改为东“潮海”，南“环秀”，西“通济”。清乾隆二十五年（1760年），三门皆增建城楼。
1950年代，即墨城墙拆除。
2013年，“重建”即墨古城，城内遗留的绝大多数老建筑在几个月内被拆除，原址新建仿古建筑，预计2016年竣工。2016年10月，即墨古城“揭开面纱”。2017年6月，即墨古城一期开放。2018年7月，正式营业。

## 形制
即墨城墙东西608米，南北长492米。